# Jean-Philippe Rameau
Jean-Philippe Rameau (Dijon, 25 de setembre de 1683 - París, 12 de setembre de 1764) va ser un compositor i teòric musical francès del Barroc.

## Biografia
Format per son pare, organista de Dijon, Jean-Philippe Rameau va fer un curt viatge a Itàlia, que no el va portar més enllà de Milà. Després, al principi de la seva carrera, va exercir a diverses ciutats, com ara Avinyó, Lió o Clarmont d'Alvèrnia. Després es va instal·lar a París, completant la formació d'organista amb Louis Marchand (1669-1732). El seu primer llibre de clavecí mostra la influència d'aquest mestre. Va ser titular dels orgues de diverses esglésies a París, però no va deixar cap obra per a aquest instrument.
Va esdevenir protegit del granger general Alexandre Le Riche de la Pouplinière. A partir de 1744 Rameau i la seva esposa van tenir un apartament al palau del granger general al carrer Richelieu. Rameau hi va viure durant dotze anys i va dirigir l'orquestra privada del seu mecenes. Experimentant amb aquesta formació va aconseguir diverses innovacions musicals. El seu lloc va ser ocupat posteriorment per Stamitz i Gossec.
A l'edat de cinquanta anys, la seua obra es limitava a alguns motets i cantates i a tres reculls de peces de clavecí. Tot i això, els dos darrers llibres mostren una gran originalitat i se situen al cim de la literatura francesa per a aquest instrument. En aquesta època, els seus contemporanis, a la seua mateixa edat, com ara Vivaldi, Bach i Händel, havien compost l'essencial de la seua important producció. Per tant, Rameau és un cas molt singular en la història de la música barroca: aquest "principiant" quinquagenari posseeix una tècnica completament desenvolupada que encara no s'ha manifestat en l'àmbit de la seua predilecció, l'escena lírica, on eclipsarà tots els seus contemporanis.

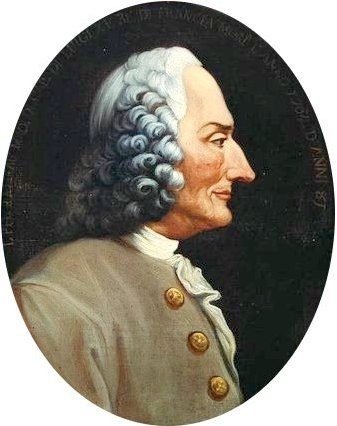
Jean-Philippe Rameau

Després d'alguns intents infructuosos, aconsegueix estrenar l'any 1733 la seua primera obra lírica important: la tragèdia lírica Hippolyte et Aricie. Aquesta obra per a l'escena se situa en la gran tradició de Lully, però la ultrapassa quant a la riquesa de la part musical. El vell André Campra va manifestar que hi havia «prou música en aquesta òpera per fer-ne deu», afegint que «Rameau eclipsarà tothom». No obstant això, Rameau va haver de reelaborar la versió inicial, perquè els cantants no aconseguien cantar correctament algunes de les àries, i particularment el segon trio de les Parques, l'audàcia harmònica del qual ultrapassava tot allò que s'havia escoltat fins al moment.
Malgrat el rebuig dels Lullystes, que trobaven aquesta música massa moderna, oposats des d'aleshores als Ramistes que la trobaven genial, l'èxit immediat impulsa la seva carrera de compositor emblemàtic del regnat de Lluís XV. Tragèdies líriques, pastorals heroiques o actes de ballet es van encadenar fins a la mort del compositor. Rameau va canviar molt sovint de llibretista, no aconseguint mai trobar a qui pogués produir un text a l'alçada de la seva música. És cert que era molt exigent, amb un caràcter difícil i, segons sembla, bastant gasiu.
Rameau va ser un dels protagonistes principals de la Guerre des Bouffons que el va enfrontar a Jean-Jacques Rousseau en la lluita entre la «tragèdia lírica» segons la tradició francesa de Jean-Baptiste Lully i l'Opera buffa importada d'Itàlia per aquesta època. Els dos homes s'havien unit llavors en una col·laboració musical fracassada, que havia irritat un poc Rameau i humiliat Rousseau, músic mediocre malgrat les seues pretensions. Devien mantenir relacions agres; per a Rameau era l'harmonia la que estava marcada en l'instint natural de l'home i en la mateixa natura dels sons, i no la melodia com afirmava Jean-Jacques Rousseau. Rameau considerava que l'harmonia regia la música i que la melodia no era més que una emanació d'aquella.
La seua obra teòrica ''Traité de l'harmonie réduite à ses principes naturels'' es considera molt important perquè funda la teoria moderna dels acords i de l'harmonia. Va ser escrita abans d'iniciar la seua carrera de compositor líric. Per la seua activitat paral·lela de teòric i de compositor, Rameau va rebre el sobrenom d'Euclides-Orfeu.
Va ser un dels seus nebots qui va inspirar l'obra de Denis Diderot Le neveu de Rameau.

## Oblit i retrobament
Tot i haver conservat un gran prestigi després de la seua mort, la seua obra lírica va ser oblidada i ignorada durant 140 anys. Hom reverenciava Rameau com un dels més grans músics francesos, hom interpretava al piano algunes de les seues obres per a clavecí – entre d'altres el famós « tambourin » – però mai no va passar pel cap de ningú tornar a muntar una de les seues òperes fins a les primeries del Segle XX, quan la Schola Cantorum de París dirigida per Charles Bordes va representar l'acte de ballet la guirlande, obra encisadora i sense massa pretensions.
Aquest va ser el punt de partida d'un redescobriment progressiu, i Rameau va tornar a aparèixer al repertori, primer amb dificultat, i després a poc a poc amb més èxit, a mesura que avançava el segle. Jean Malignon, en el seu llibre datat a la fi de la dècada de 1950, deixa testimoni que ningú en aquella època podia afirmar que coneixia Rameau per haver escoltat les seues obres essencials. En altres paraules, semblava improbable que, per exemple, les seues tragèdies líriques pogueren algun dia reconquerir els teatres.
No obstant això, la música de Rameau s'ha beneficiat del ressorgiment que ha experimentat la música antiga. La major part de la seua obra lírica, temps enrere considerada impossible d'executar, disposa avui dia d'una discografia de qualitat pels conjunts barrocs més prestigiosos. Totes les seues grans obres han estat representades, i gaudeixen sempre d'un gran èxit, principalment Les Indes galantes. L'estrena (!) de la seua darrera tragèdia lírica, Les Boréades, va tenir lloc l'any 1982 al Festival d'Ais de Provença (els assajos havien estat interromputs l'any 1764 arran de la mort del compositor).

## La música de Rameau
Rameau és, amb François Couperin, un dels capdavanters de l'escola francesa de clavecí del Segle XVIII. Els dos músics tenen un estil molt diferent, i tenint en compte el volum respectiu de la seua producció, la música de Rameau potser presenta aspectes més variats: peces en la més pura tradició de la suite francesa, peces imitatives (El cant dels ocells, La gallina) i de caràcter (Els planys tendres, La conversa de les Muses), peces de virtuosisme a l'estil de Scarlatti (Els remolins, Les tres mans), peces on poden trobar-se les innovacions del teòric i investigador en matèria d'interpretació (L'Enharmònic, Els cíclops). Les peces s'han agrupat tradicionalment per tonalitat, però cal una bona dosi d'autopersuasió per veure-hi l'estructura de la suite.

## Obra

### Música

#### Instrumental (clavecí)
- Tres llibres de peces de clavecí (1706 - 1724 - 1728) 
  - Les Tendres Plaintes (1724) (Les Sauvages[Enllaç no actiu] – midi) (partitura a mutopia)
  -  Tambourin (?·pàg.)
- La Dauphine (peça aïllada, 1747)
- Cinc peces de clavecí en concert (1741) ;

#### Tragèdies líriques
- Samson (no representada, música perduda)
- Hippolyte et Aricie;
- Castor et Pollux;
- Dardanus ;
- Zoroastre ;
- Linus (música perduda)
- Abaris ou Les Boréades.

#### Comèdies líriques
- Platée ;
- Les Paladins.

#### Comèdies ballet
- La Princesse de Navarre.

#### Òperes-ballet
- Les Indes galantes ;
- Les Fêtes d'Hébé ;
- Les Fêtes de Polymnie ;
- Le Temple de la Gloire ;
- Les fêtes de l'Hymen et de l'Amour ;
- Les surprises de l'Amour.

#### Pastorals heroiques
- Zaïs ;
- Naïs  ;
- Acanthe et Céphise ;
- Daphnis et Eglé ;
- Lysis et Délie (música perduda).

#### Actes de ballet
- Pygmalion (1748) ;
- La naissance d'Osiris ;
- La Guirlande ;
- Anacréon (llibret de Cahusac) ;
- Anacréon (llibret de Gentil-Bernard) ;
- Les Sybarites ;
- Nélée et Myrthis ;
- Io ;
- Zéphyre.

#### Cantates
- Les amants trahis ;
- L'impatience ;
- Aquilon et Orithie ;
- Orphée ;
- Thétis ;
- Le Berger Fidèle.

#### Motets
- Deus noster refugium ;
- Quam dilecta ;
- In convertendo ;
- Laboravi.

### Tractats
- Traité de l'harmonie réduite à ses principes naturels, París (1722).

## Els llibretistes de Rameau
A diferència de Lully, que va col·laborar estretament amb Philippe Quinault per a la major part de la seua producció lírica, Rameau quasi mai va repetir amb un llibretista. Rameau era molt exigent, de caràcter dolent, i mai no va ser capaç de mantenir llargues converses amb els llibretistes, amb l'excepció de Louis de Cahusac.
Hom considera que cap d'ells va ser capaç de produir un text a l'alçada de la música de Rameau; els arguments són sovint alambinats i d'una ingenuïtat i/o inversemblança desconcertants; però aquesta era la llei del gènere i possiblement un dels trets que el feia encisador. Amb tot, tampoc els versos estaven millor endreçats.
Quan estava intentant estrenar la seua primera tragèdia lírica, Rameau va sol·licitar sense èxit un llibret a Antoine Houdar de la Motte, que per exemple havia proveït textos a André Campra. Sembla que Houdar de la Motte ni tan sols va respondre a la carta de Rameau.